# Erin Burnett
Erin Burnett (Mardela Springs, Maryland, 2 juli 1976) is een Amerikaanse televisiepresentatrice die op CNN het programma Erin Burnett: OutFront presenteert. Eerder was ze financieel analist.

## Opleiding
Burnett heeft haar Bachelor of Arts behaald in Williamstown (Massachusetts).  Daar studeerde ze Political Economy aan het Williams College, ook heeft zij een studie voltooid aan de St. Andrew's School in de Amerikaanse staat Delaware.

## Carrière
Burnett begon haar carrière als analist bij de "investment banking" divisie van Goldman Sachs, waar ze zich bezighield met fusies, acquisities en het financieel beheer.
Daarna was ze vicevoorzitter van Citigroup.
Burnett stapte over naar Bloomberg Television, waar ze Bloomberg on the Markets presenteerde. In dit programma belichtte zij de opening van de effectenbeurs en deed zij interviews, daarnaast presenteerde zij ook nog In Focus met het belangrijkste nieuws van de dag uit de zakenwereld. In 2005 stapte ze over naar CNBC, waar ze presentatrice werd bij het  programma Squawk on the Street. Samen met Mark Haines presenteerde zij het programma vanuit New York. Naast Squawk on the Street presenteerde ze ook het CNBC programma Street Signs.
Na vijf jaar bij CNBC verruilde ze de business-zender voor CNN. Daar presenteert ze sinds oktober 2011 haar eigen programma Erin Burnett: OutFront.

## Privé
Burnett is gehuwd met David Rubulotta, manager bij Citigroup. Het paar heeft drie kinderen.